# Louis Ducos du Hauron

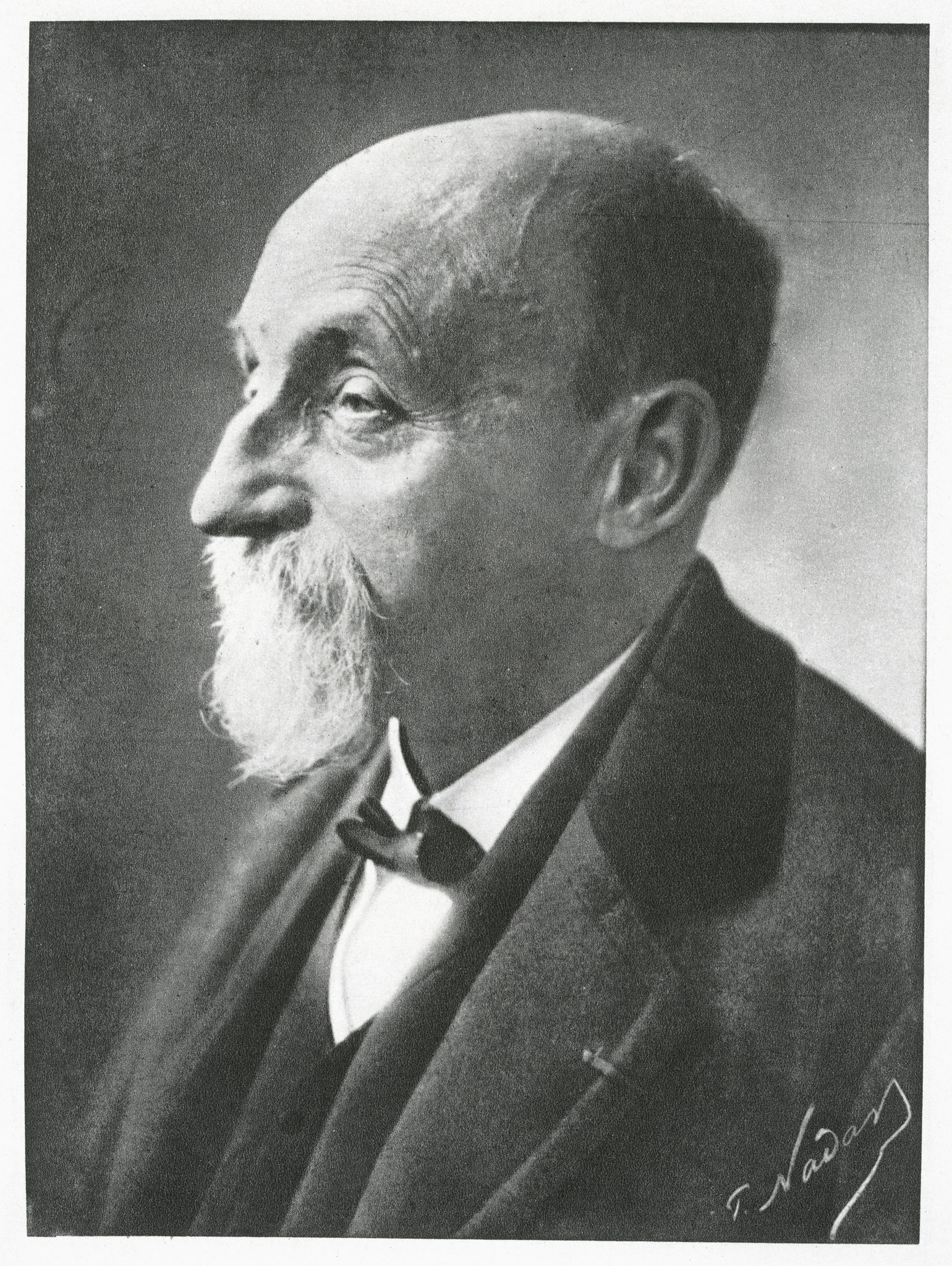
Louis Ducos du Hauron, Porträt von Paul Nadar

Louis Ducos du Hauron (* 8. Dezember 1837 in Langon, Département Gironde; † 31. Dezember 1920 in Agen) war ein französischer Fotopionier der Farbfotografie.
Er erfand bereits 1862 mehrere Methoden, um Farbfotografien sowohl mit additiver (rot-grün-blau) als auch subtraktiver (cyan-magenta-yellow) Farbmischung aufzunehmen. 1868 ließ er mehrere Methoden patentieren. 1869 veröffentlichte er sein Buch Les couleurs en photographie. Seine Farbaufnahme der Stadt Agen ist eine der ersten Farbaufnahmen im subtraktiven Verfahren.
Er präsentierte die ersten farbigen Pigmentdrucke nach dem Prinzip der subtraktiven Farbmischung: Wenn man drei Negative durch Rot-, Blau- und Grünfilter (siehe Farbfilter) aufgenommen hat, zeigen davon hergestellte Transparentbilder die Originalfarben, wenn man diese mit den jeweiligen Komplementärfarben Blaugrün, Gelb und Purpur tönt und übereinanderlegt.
Zeitgleich legte auch Charles Cros die Beschreibung eines ähnlichen Verfahrens gegenüber der Société française de photographie vor. Du Hauron und Cros arbeiteten anschließend zusammen. Seit 1960 ist Hauron Namensgeber für den Hauron Peak, einen Berg in der Antarktis.

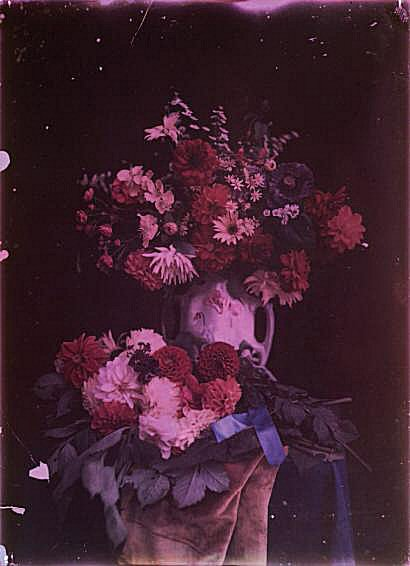
Composition aux dahlias (Komposition mit Dahlien), 1869
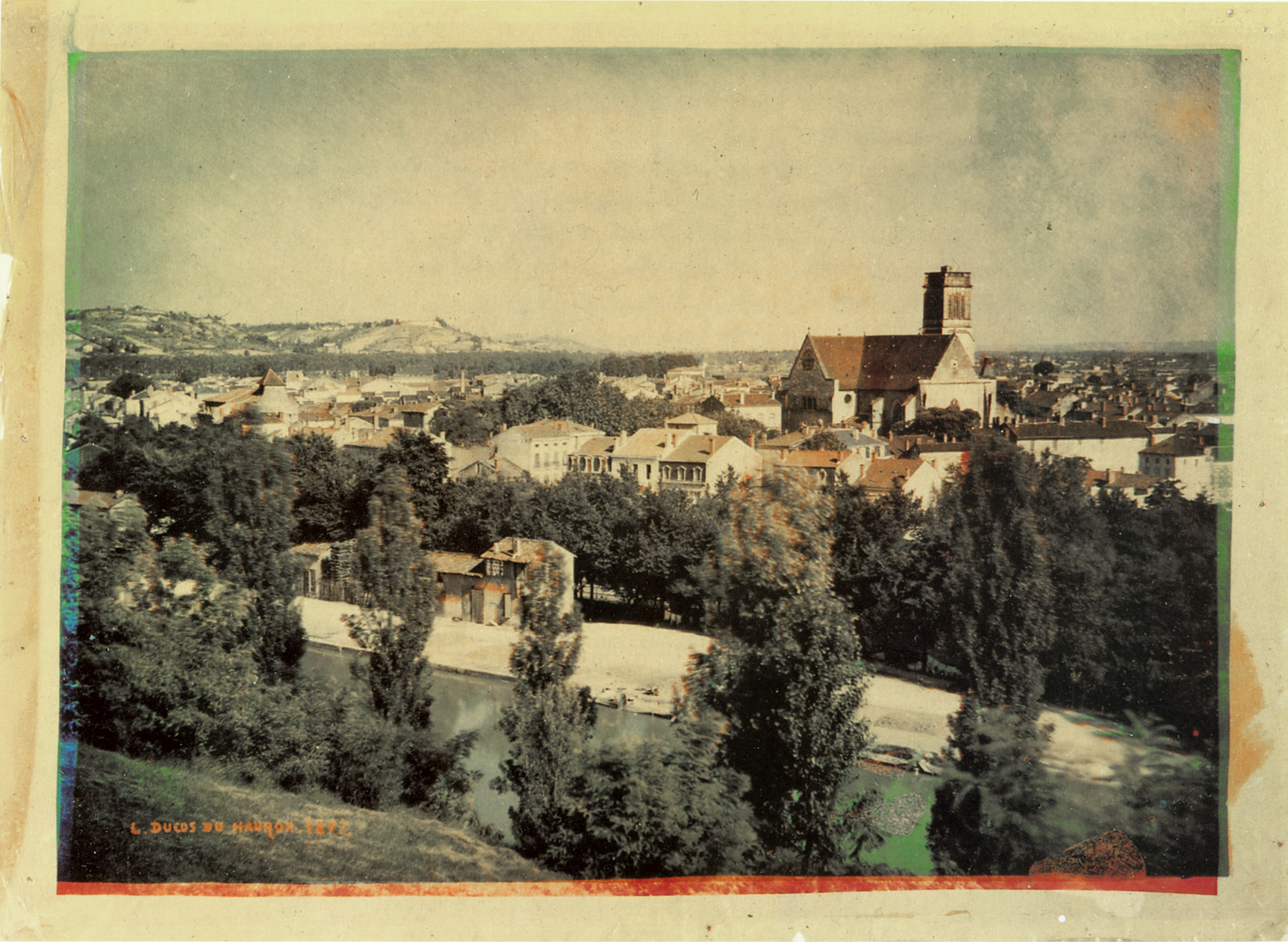
Aufnahme von Agen, 1877
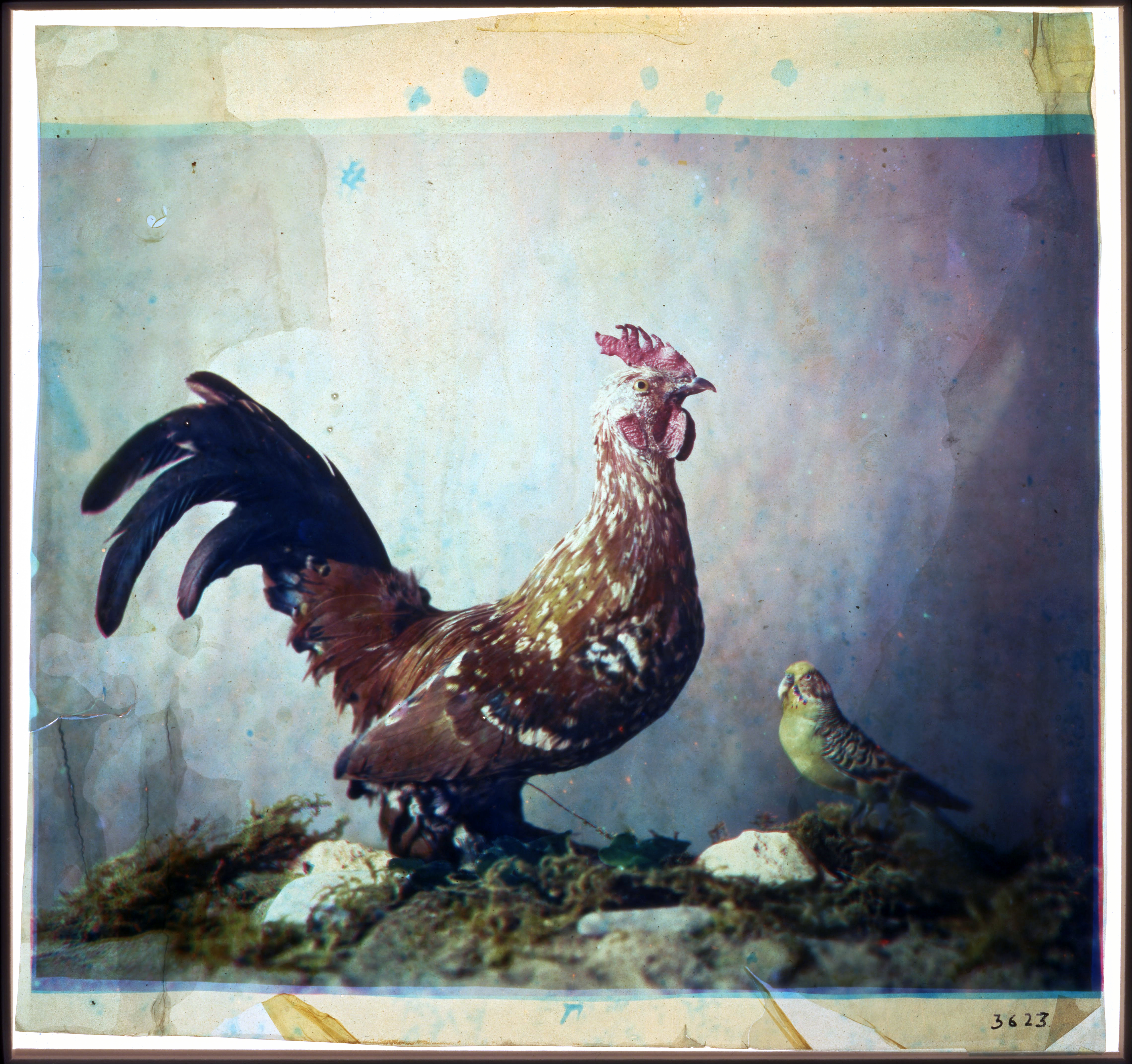
Ohne Titel (Stilleben mit Hahn), 1879